# Jacques Diouf
Jacques Diouf (Saint Louis, 1 de agosto de 1938-París, 17 de agosto de 2019) fue un político, diplomático e ingeniero senegalés. Fue Director General de la Organización de las Naciones Unidas para la Agricultura y la Alimentación (FAO). Fue elegido por la Conferencia de los países miembros de la FAO el 8 de noviembre de 1993 e inició su primer sexenio en enero de 1994. Tras cumplir un segundo mandato de seis años, fue reelegido para un tercer período, que inició en enero de 2006.

## Educación
Sus estudios primarios y secundarios los cursó en Saint Louis en la Escuela Primaria Duval y en el Lycée Faidherbe.
Diouf se trasladó a París para estudiar en la École Nationale d’Agriculture, y allí recibió el grado de Ingeniero Agrónomo. Luego consiguió un máster en Agronomía Tropical en la École nationale d’application d’agronomie tropicale, en Nogent-París y un Doctorado en Ciencias Sociales del Mundo Rural en la Facultad de Derecho y Ciencias Económicas de la Sorbona en París. Además, en Nueva York, Diouf obtuvo un Certificado de Gestión y un Certificado Superior de Gestión de la American Management Association.

## Carrera
En 1963 empezó su carrera como Director de la Oficina Europea y del Programa Agrícola de la Oficina de Comercialización Agrícola, trabajando entre París y Senegal. Dejó ese puesto en 1964, y desde 1965 hasta 1971 fue el Secretario Ejecutivo del Consejo Africano del Cacahuete y desde 1971 hasta 1977 trabajó como Secretario Ejecutivo de la Asociación para el Desarrollo del Cultivo del Arroz en África Occidental.
Al dejar esa asociación, en 1978 empezó su mandato como Secretario de Estado para la Investigación Científica y Técnica de Senegal y siguió en esa posición hasta 1983, cuando llegó a ser en 1984 Diputado en la Asamblea Nacional de Senegal, Diputado Confederal senegambiano y Presidente de la Comisión de Relaciones Exteriores de Senegal. 
Desde 1985 hasta 1991 fue Secretario General del Banco Central de los Estados de África Occidental, y en mayo de 1991 fue designado Embajador de la misión permanente de Senegal ante las Naciones Unidas. Desde allí fue elegido Director General de la FAO el 8 de noviembre de 1993 y asumió el cargo el 1 de enero de 1994. Cesó en dicha posición el 31 de diciembre de 2011.

## Condecoraciones y distinciones académicas

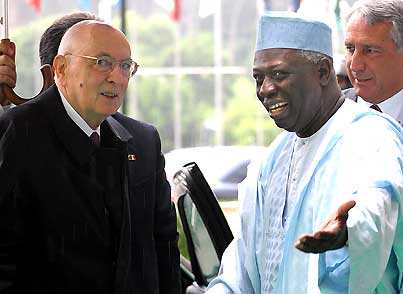
Giorgio Napolitano y Jacques Diouf

Diouf ha recibido muchos reconocimientos por gobiernos y universidades de todo el mundo, como por ejemplo el de Comendador de la Legión de Honor en Francia, Comendador de la Orden del Mérito Centroafricano, Comendador con la mención de “Très Grand Mérite Spécial” de la Orden del Mérito Agrícola de Quebec, Canadá, la Gran Cruz de la Orden del Mérito Agrario, Pesquero y Alimentario de España, el Grado de Gran Cruz de la Orden del Quetzal de Guatemala, y la Orden del Corazón Dorado en el grado de Gran Cruz de Filipinas, entre otras.
El doctor Diouf fue reconocido el 10 de octubre de 2008 con el grado, honoris causa, por la Universidad Autónoma Chapingo, por su trayectoria cientifiica, agronómica y social por su papel ejercido, desde 1993 como director general de la FAO.
Desde el año 2000 muchas universidades han otorgado a Diuof el título de doctor honoris causa. El 9 de junio de 2009, el director general de la FAO recibió ese honor por parte de la Universidad Politécnica de Valencia, España.
Falleció el 17 de agosto de 2019 a los 81 años de edad.